# Gluviopsis nigripalpis
Gluviopsis nigripalpis är en spindeldjursart som först beskrevs av Pocock 1897.  Gluviopsis nigripalpis ingår i släktet Gluviopsis och familjen Daesiidae. Inga underarter finns listade i Catalogue of Life.